# Paweł Kupisz
Paweł Kupisz (ur. 4 kwietnia 1978) – polski siatkarz, grający w klubie Rajbud GTPS Gorzów Wielkopolski na pozycji środkowego.